# Vänge församling, Uppsala stift
Vänge församling var en församling i Uppsala stift och i Uppsala kommun i Uppsala län. Församlingen uppgick 2006 i Norra Hagunda församling.

## Administrativ historik
Församlingen har medeltida ursprung. Mellan 1895 och 1934 var Läby församling införlivad och namnet var då Vänge och Läby församling.
Församlingen var annars till 1962 moderförsamling i pastoratet Vänge och Läby. Den utgjorde ett eget pastorat när församlingarna var sammanförda. Från 1962 till 2006 var församlingen moderförsamling i pastoratet Vänge, Läby, Järlåsa, Skogs-Tibble och Åland. Församlingen uppgick 2006 i Norra Hagunda församling.

## Kyrkor
- Vänge kyrka